# Dona Emma
Dona Emma es un municipio brasileño del estado de Santa Catarina. Tiene una población estimada al 2022 de 4 224 habitantes. Forma parte de la Región metropolitana del Alto Valle de Itajaí.

## Historia
La colonización de la región del actual municipio comenzó en 1919, uno de los grupos se instaló a la derecha del Río Krauel, en ese entonces sin nombre. Los colonos lo nombraron "Río Dona Emma", en honor a Emma Maria Rischbieter Deeke, la esposa del director de la sociedad de la colonización José Deeke.
A comienzos del Siglo XX, la nueva localidad llamada entonces Vila Konder, recibió colonos alemanes y rusos provenientes de otras colonias de la región.
La localidad fue elevada a distrito  en 1934 con el nombre de "Gustavo Richard", exgobernador de Santa Catarina. Se emancipó en 1962 con el nombre de Dona Emma.